# Sender Freies Berlin
Sender Freies Berlin, també coneguda per les seves sigles SFB, va ser una empresa pública de ràdio i televisió que prestava servei a la ciutat de Berlín (Alemanya). El grup va formar part de l'ARD, el consorci de radiodifusores públiques d'Alemanya, des de 1954 fins a 2003.
La SFB va ser fundada l'1 de juny de 1954 com una companyia exclusiva per Berlín Occidental després de deslligar-se de la Nordwestdeutscher Rundfunk (NWDR). Encara que la cobertura i programació de SFB estaven dirigides als berlinesos de la zona oest, els seus canals també podien sintonitzar-se a Berlín Oriental (República Democràtica Alemanya). Amb la caiguda del Mur de Berlín i la posterior reunificació alemanya, el senyal de SFB va ser ampliada l'1 de gener de 1992 a tot Berlín per a convertir-se en l'única radiodifusora de la capital.
SFB va desaparèixer el 30 d'abril de 2003 en fusionar-se amb la radiodifusora de Brandenburg, donant lloc a Rundfunk Berlin-Brandenburg (RBB).

## Història

### Antecedents
Les primeres emissions de ràdio en Berlín van tenir lloc el 29 d'octubre de 1923 sota el nom «Radio-Stunde Berlin», canviada de nom a l'any següent com «Funk-Stunde Berlin». Amb l'ascens al poder dels nazis en 1933, el servei va ser nacionalitzat per les autoritats i va passar a dir-se «Reichssender Berlin», dins del servei radiofònic de l'Alemanya Nazi. L'estació berlinesa va ser tancada en 1945 per les forces soviètiques en la batalla de Berlín que va posar fi a la Segona Guerra Mundial.
Durant l'ocupació d'Alemanya, cadascun dels quatre exèrcits aliats va posar en marxa les seves pròpies emissores de ràdio en ona mitjana. L'Administració Militar Soviètica va crear «Berliner Rundfunk» des de la Haus das Rundfunks, seu de l'antiga ràdio de la capital que estava en plena zona d'ocupació britànica. Per contrarestar-la, els britànics van aprofitar la constitució de «Nordwestdeutscher Rundfunk» (NWDR), amb seu a Hamburg, per a cobrir tot el seu territori. els Estats Units també van fer el mateix amb la fundació en 1946 de «RIAS» per al enclavament estatunidenc. L'ocupació va acabar en 1949 amb dos nous estats: la capitalista República Federal Alemanya i la socialista República Democràtica Alemanya.
Els britànics van cedir en 1949 la gestió de la NWDR al nou govern federal alemany, mentre que RIAS va romandre sota control estatunidenc. En 1950 es va crear el consorci de radiodifusores públiques ARD, del qual NWDR en va ser membre fundador. NWDR es va encarregar de desenvolupar a Berlín la primera emissora de ràdio en freqüència modulada (1950) i l'emissió del primer canal de televisió, NWDR Fernsehen, el 25 de desembre de 1952.

### Sender Freies Berlin (1950-1990)

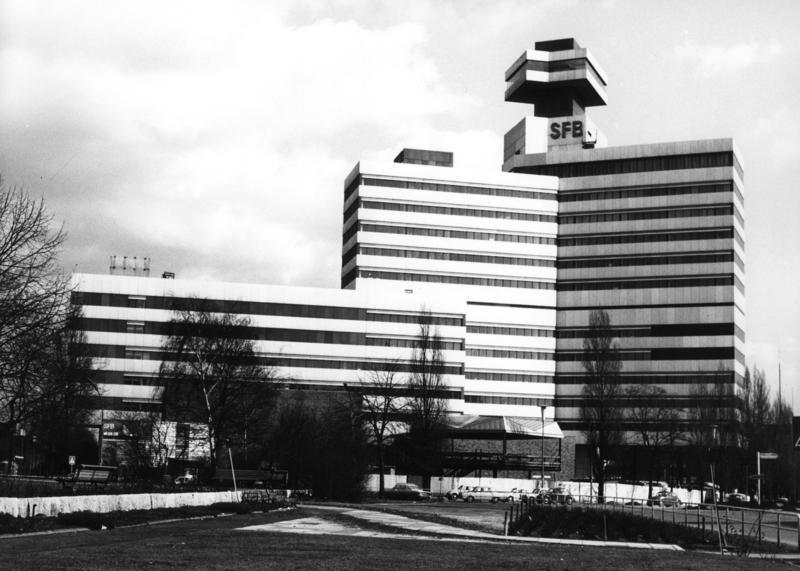
Seu de SFB en Berlín Oest. L'edifici continua obert i avui és la seu de RBB.

Mesos després que es produís la revolta de 1953 a Alemanya de l'Est, les autoritats socialistes van acusar la RIAS de manipulació i van convertir Berliner Rundfunk en l'únic mitjà oficial per Alemanya Oriental. Per aquesta raó, les autoritats federals van demanar que Berlín Occidental comptés amb la seva pròpia radiodifusora pública, deslligada de la NWDR. El 12 de novembre de 1953 es va constituir l'empresa Sender Freies Berlin (SFB), que començaria la seva activitat l'1 de juny de 1954 amb dues emissores de ràdio (AM i FM) i un canal de televisió. SFB va ser acceptada com a membre de l'ARD al setembre de 1954.
En 1957, Berlín Occidental va recuperar el control de la Haus das Rundfunks i aquest edifici es va convertir en la primera seu de l'empresa.
A diferència de RIAS, que emetia una programació dirigida a la zona oriental, els continguts de SFB eren locals i estaven dirigits a tots els habitants de Berlín, amb Berliner Abendschau (1958) com a principal informatiu local. El senyal de les ràdios federals i del primer canal de l'ARD podien captar-se també a Berlín Est (i viceversa) gràcies a la proximitat dels transmissors, sent un contrapès als mitjans oficials de la RDA després de l'aixecament del Mur de Berlín en 1961.
El 20 de setembre de 1965 van començar les emissions de Norddeutsches Fernsehen (NDR Fernsehen), un tercer canal de televisió regional gestionat per NDR, Radio Bremen i la pròpia SFB. I en 1970 es va inaugurar una nova seu al districte de Charlottenburg.
La SFB va produir per a ARD importants programes com Kontraste (originalment, Ein Ost-West-Magazin), en el qual es comparava el desenvolupament de totes dues Alemanyes i s'informava d'assumptes relatius a Europa de l'Est; així com les sèries Drei Damen vom Grill (1976-199) i Liebling Kreuzberg (1986-1998).

### SFB després de la reunificació (1990-2002)
Amb la caiguda del Muro de Berlín en 1989 i la posterior reunificació alemanya de 1990, SFB es va convertir en l'única radiodifusora pública de Berlín. Segons la Llei Fonamental, la radiodifusió és competència dels estats federats i els serveis públics de ràdio (Rundfunk der DDR) i televisió (Deutscher Fernsehfunk, DFF) de la República Democràtica estaven abocats a desaparèixer. El primer canal de la DFF va cessar les seves emissions el 15 d'octubre de 1990 i va ser reemplaçat per Das Erste (ARD), mentre que el segon canal i les ràdios de l'Est van deixar d'existir l'1 de gener de 1992 per a ser reemplaçades pels canals de la SFB.

Logo de SFB1.

L'1 d'octubre de 1992, la SFB es va retirar de la televisió regional de NDR per a emetre el seu propi tercer canal de televisió, SFB1, centrat en l'actualitat i esdeveniments especials relatius a la capital alemanya.
Durant la dècada de 1990, la radiotelevisió berlinesa va començar a desenvolupar serveis conjunts amb l'Ostdeutscher Rundfunk Brandenburg (ORB) de Brandenburg, tals com la ràdio juvenil Fritz (1993), la generalista Radio B Zwei (1993), la informativa Inforadio (1995) i la cultural Radio Kultur (1997). D'altra banda, SFB va ser una de les primeres ràdios públiques europees a crear una cadena multicultural dirigida a la població estrangera, Radio Multikulti (1994).

### Rundfunk Berlin-Brandenburg (2003)
Encara que SFB i ORB mantenien una estreta col·laboració, els governs de Berlín i Brandenburg no van arribar a un acord de fusió fins a 2002, quan es va establir una seu doble per al nou grup a Berlín i Potsdam i el manteniment dels senyals regionals. D'aquesta manera es va fundar Rundfunk Berlin-Brandenburg (RBB), les activitats del qual en el si de l'ARD van començar l'1 de maig de 2003 sobre les freqüències de SFB i ORB.

## Serveis
Sender Freies Berlin gestionava els següents canals fins que van ser assumits per Rundfunk Berlin-Brandenburg l'1 de maig de 2003:

### Ràdio

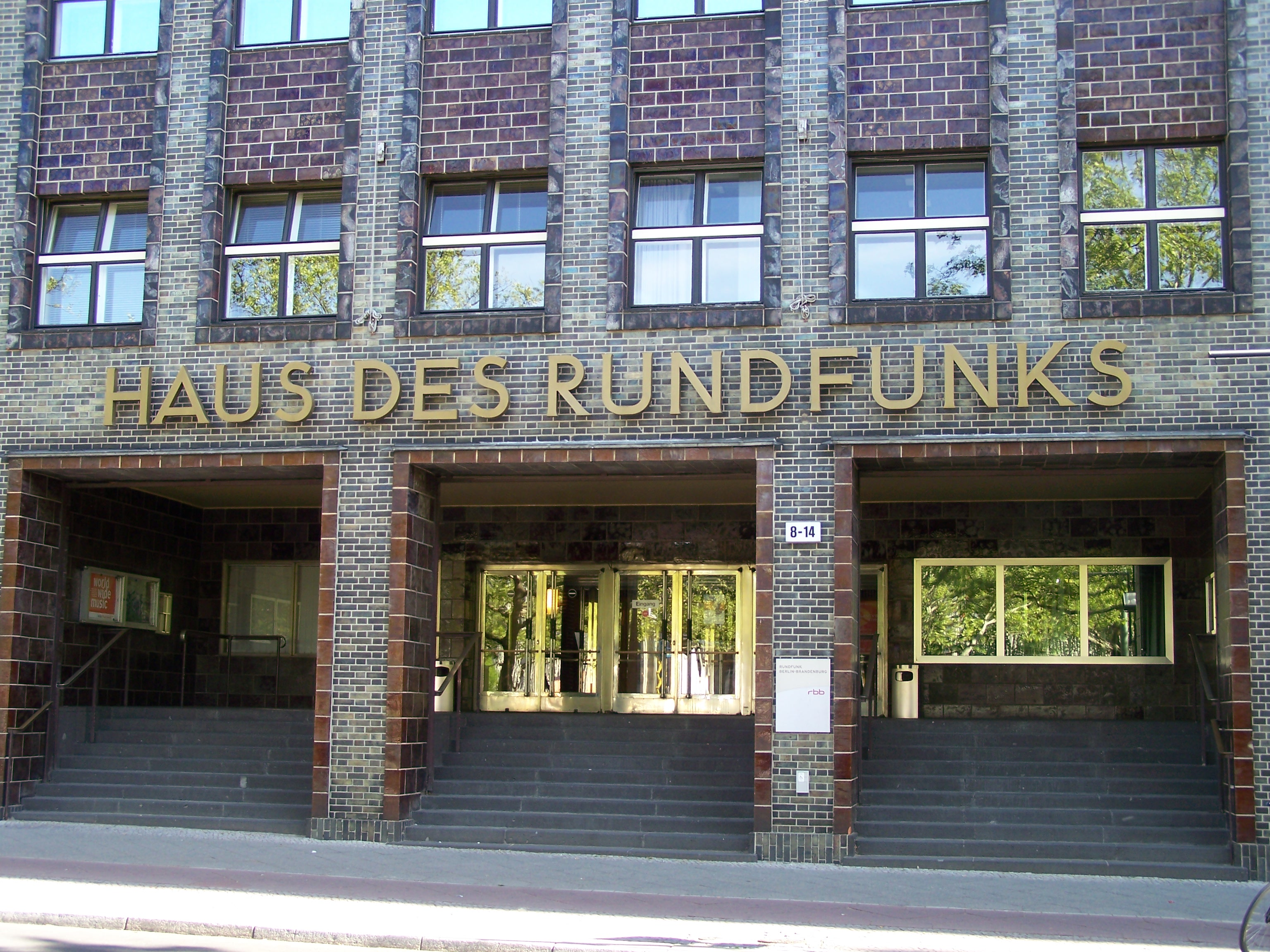
Entrada de la Haus des Rundfunks.

- 88 Acht: també coneguda com a SFB1 fins a la reunificació, és l'emissora informativa de Berlín.
- Radio Multikulti: emissora internacional i multicultural, dirigida a la població estrangera.
- Radioeins: emissora generalista amb informatius i música, dirigida a un públic adult. Va començar les seves emissions el 27 d'agost de 1997. Coproduïda amb ORB.
- Fritz: radiofórmula musical per a un públic de 14 a 24 anys. Va començar l'1 de març de 1993. Coproduïda amb ORB.
- Radio Kultur: cadena cultural i de música clàssica. Coproduïda amb ORB.
- Inforadio: emissora de notícies i informació contínua. Disponible des del 28 d'agost de 1995. Coproduïda amb ORB.

L'oferta abans de la reunificació alemanya era diferent: SFB1 (generalista), SFB2 (musical, competia amb la oriental DT64), SFB3 (música clàssica, col·laboració amb WDR) i Radio 4U (juvenil).

### Televisió
SFB produïa programes per a la ARD, tant en el canal nacional (Das Erste) com en la resta de televisions on la corporació participa (3sat, KiKA, Art, Phoenix). A més comptava amb un canal regional:
- SFB1: dirigit als habitants de Berlín, va existir des de l'1 d'octubre de 1992 fins al 29 de febrer de 2004. Entre 1965 i 1992 els programes locals s'emetien en el tercer canal de Norddeutscher Rundfunk. SFB1 va ser canviat de nom a «RBB Berlin» en 2002.